# 里琴戈
里琴戈（義大利語：Ricengo），是意大利克雷莫纳省的一个市镇。总面积12平方公里，人口1756人，人口密度146.3人/平方公里（2009年）。国家统计（ISTAT）代码为019079。